# Mawa-Karazawa
Mawa-Karazawa ou Mawa-Karazaoua est une localité du Cameroun. Située dans la commune de Mozogo, le département du Mayo-Tsanaga et la région de l'Extrême-Nord, à la frontière avec le Nigeria, elle comprend les villages de Mawa et de Karazawa.

## Situation géographique
Mawa-Karazawa est localisé à 10° 58′ 48″ N, 13° 56′ 40″ E et à une altitude de 508 m.

## Population
La population de Mawa était estimée en 1966/1967 à 673 habitants essentiellement Mafa, Kanouri et Peuls. Le recensement de 2005 dénombre 1 606 habitants à Mawa-Karazawa.

## Ressources forestières
Mawa et Karazawa sont des villages riverains du Parc national de Mozogo Gokoro. Mawa-Karazawa ainsi que les autres villages riverains sont impliqués dans des prélèvement illégaux de ressources du parc (bois et produits forestiers non ligneux). Cette exploitation illégale affecte la stabilité du parc et fait régresser sa biodiversité animale et végétale. Des efforts dans la gestion et la surveillance du parc sont consentis, cependant de nombreux acteurs impliqués dans la gestion forestière préconisent une stratégie de gestion participative. Cette stratégie consiste à associer les populations riveraines à la gestion du parc de façon à leur procurer des revenus ainsi qu'à aménager des aires cultivées et des aires de pâturage pour les activités paysannes. De cette manière, on pourra garantir l’épanouissement de la population locale et la préservation de l’environnement.